# 카리알란피라카
카리알란피라카(핀란드어: karjalanpiirakka)는 핀란드의 파이이다. 2011년에 유럽 연합으로부터 전통 특산품 보증(TSG)을 획득해 원산지 명칭 보호를 받고 있다.

## 같이 보기
- 무나보이